# Aldo Masciotta
Aldo Masciotta (né le 14 août 1909 à Casacalenda et mort le 24 avril 1996 à Turin) est un sabreur italien.

## Carrière
En 1936 à Berlin, Aldo Masciotta est médaillé d'argent olympique de sabre par équipe avec Giulio Gaudini, Gustavo Marzi, Aldo Montano, Vincenzo Pinton et Athos Tanzini.

## Famille
Aldo Masciotta est le père de l'escrimeuse Giovanna Masciotta.